# Karl Gustavs distrikt, Norrbotten
Karl Gustavs distrikt är ett distrikt i Haparanda kommun och Norrbottens län. Distriktet ligger omkring Karungi i östra Norrbotten och gränsar till Finland.

## Tidigare administrativ tillhörighet
Distriktet inrättades 2016 och utgörs av en del av området som Haparanda stad omfattade till 1971, delen som före 1967 utgjorde Karl Gustavs socken.
Området motsvarar den omfattning Karl Gustavs församling hade 1999/2000.

## Tätorter och småorter
I Karl Gustavs distrikt finns en tätort och en småort.

### Tätorter
- Karungi

### Småorter
- Kyrkholmen